# Pulaeus longignathus
Pulaeus longignathus är en spindeldjursart som beskrevs av Wen-Xuan Bi och Lu 1987. Pulaeus longignathus ingår i släktet Pulaeus och familjen Cunaxidae. Inga underarter finns listade i Catalogue of Life.